# Arabisk lövkoja
Arabisk lövkoja (Strigosella africana) är en korsblommig växtart som först beskrevs av Carl von Linné, och fick sitt nu gällande namn av Viktor Petrovitj Botjantsev. I den svenska databasen Dyntaxa används istället namnet Malcolmia africana. Enligt Catalogue of Life ingår Arabisk lövkoja i släktet Strigosella och familjen korsblommiga växter, men enligt Dyntaxa är tillhörigheten istället släktet strandlövkojor och familjen korsblommiga växter. Arten förekommer tillfälligt i Sverige, men reproducerar sig inte. Inga underarter finns listade i Catalogue of Life.